# Centronycteris centralis
Centronycteris centralis es una especie de murciélago de la familia Emballonuridae. Fue incluido previamente en Centronycteris maximiliani, pero Simmons y Handley (1998) demostraron que eran especies distintas.

## Distribución geográfica
Se encuentra en Sudamérica desde el sur de México hasta Perú y se distribuye además por Belice, Bolivia, Colombia, Costa Rica, Ecuador, Guatemala , Honduras, Nicaragua, Panamá y Venezuela.